# Streženice
Streženice (Hongaars: Kebeles) is een Slowaakse gemeente in de regio Trenčín, en maakt deel uit van het district Púchov.
Streženice telt 888 inwoners.